# Misdaadpreventie
Onder misdaadpreventie worden alle maatregelen samengevat, die het voorkomen van misdaad ten goede komen.
In de laatste jaren is er een model ontstaan, die het tijdpunt beschrijft, waarop preventiemaatregelen met betrekking tot een misdrijf zouden moeten plaatsvinden.
- Onder primaire preventie worden de maatregelen beschreven die ver vóór een misdrijf van belang zijn. Deze maatregelen betreffen bijvoorbeeld een positieve opvoeding in het gezin en op school en die het doel hebben een geweldloze interactie na te streven.
- Met secundaire preventie worden alle maatregelen samengevat, die ten doel hebben een misdrijf, relatief kort voor deze gaat plaatsvinden, te voorkomen. Deze maatregelen zijn bijvoorbeeld zelfverdedigingscursussen of lesonderdelen in scholen die door leraren en politie ondersteund worden.
- Maatregelen binnen de tertiaire preventie zouden bij een reeds gepleegd misdrijf moeten voorkomen dat verdere misdrijven worden gepleegd. Binnen deze vorm van preventie zouden politie, het Openbaar Ministerie en de jeugdrechtbanken onder een overkoepelend orgaan kunnen samenwerken. Het doel van deze samenwerking is een reactie op maat, die tijdig, opvoedend en preventief verloopt.

In het kader van een integrale maatschappelijke verantwoordelijkheid is het bij projecten in het kader van de misdaadbestrijding van het grootste belang dat zo veel mogelijk leidinggevende instanties samenwerken.
Dit zijn vaak de politie, de jeugdzorg, scholen, verenigingen en individuele personen (ouders, scholieren en vooraanstaande personen)
Projecten in het kader van de misdaadbestrijding zouden steeds meerdere uitgangspunten moeten bevatten, zoals het gebruikmaken van de media, het betrekken van zo veel mogelijk personen, het aanbieden van terugkeermogelijkheden, veiligheidsmaatregelen alsook het beschrijven van gevolgen voor de toekomst
Op dit moment worden in het bijzonder misdrijven als roof, diefstal, lichamelijk geweld, inbraak, internet- en computercriminaliteit en projecten voor bepaalde bevolkingsgroepen (bijvoorbeeld jeugd, senioren, migranten) centraal gesteld.
De maatregelen ter voorkoming van misdaad bieden een serieus te nemen kans om criminaliteit te verminderen.
Als theoretische basis werd onlangs een uitgangspunt besproken die terug te voeren is op een, in vakkringen welbekende sociaalpedagogische metatheorie : de veldtheorie van Kurt Lewin.